# لا ماتا د لس المس
لا ماتا د لس المس (به اسپانیایی: La Mata de los Olmos) یک شهرستان در اسپانیا است که در استان تروئل واقع شده‌است.

## خصوصیات
لا ماتا د لس المس ۲۳ کیلومترمربع مساحت و ۲۶۷ نفر جمعیت دارد و ۹۰۵ متر بالاتر از سطح دریا واقع شده‌است.